# 오키나와현의 철도

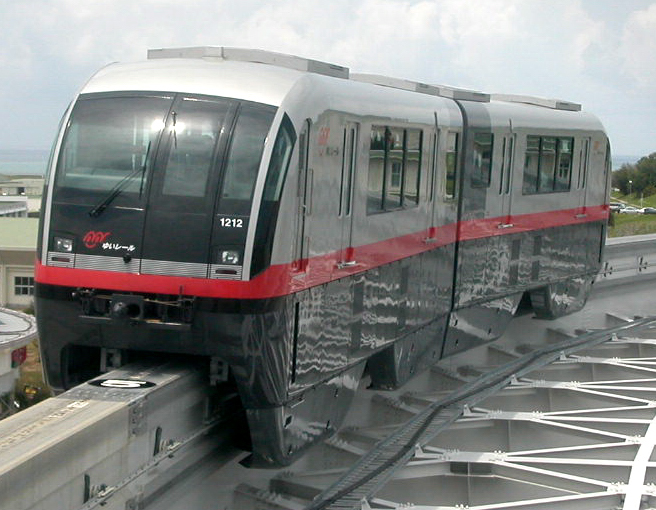
나하 시에 있는 모노레일

오키나와의 철도에서는 오키나와현에서 운행했거나 운행하고 있는 철도에 대해 기술한다.

## 개요
현재 나하시의 모노레일이 오키나와의 유일한 철도수단이지만, 제2차 세계 대전 전의 오키나와섬에는 다른 철도가 존재하고 있었다. 또 사탕수수운반등을 목적으로 한 산업용 철도도 미나미다이토 섬을 시작으로 오키나와 각지에 존재했다.

## 같이 보기
- 오키나와 도시 모노레일 선 - 2003년 8월 10일 개통.